# Ставковик
Ставковик (Lymnaea) — рід прісноводних равликів від малого до великого розміру.
Мушля ставковика спірально закручена, нагадує башту з верхівкою, несиметрична. Колір мушлі бурий та довжина за розміром 45-60 мм, а завдовжки 20-34 мм.
Кількість завитків від поздовжньої осі варією від 3 до 5.

## Середовище життя та будова ставковика

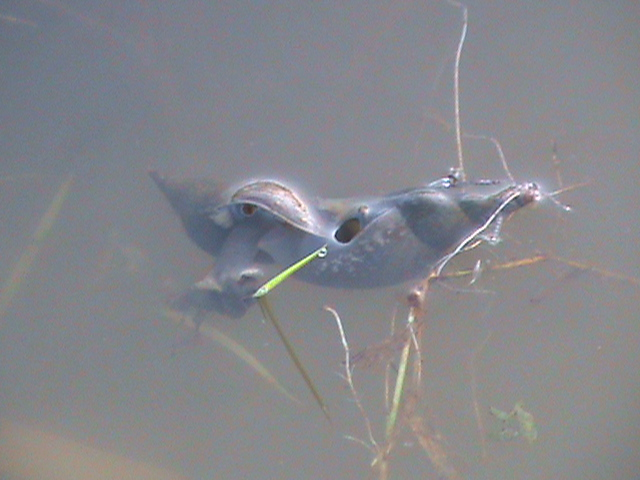
Ставковики в процесі спарювання

У ставках, озерах і тихих затонах річок на водяних рослинах завжди можна побачити чималого молюска ставковика звичайного. Його тіло вкрите спірально закрученою (на 4—5 обертів) черепашкою з гострим верхом і широким отвором — устям. Черепашка складається з вапняку і покрита зверху шаром зеленкувато-коричневої рогоподібної речовини. Вона захищає м'яке тіло ставковика.
У тілі ставковика виділяють три основні частини: тулуб, голову і ногу, але вони різко не розмежовані. Крізь устя черепашки може висуватися тільки голова, нога і передня частина тулуба. Нога в ставковика м'язиста і займає всю черевну частину тіла. Молюски, що мають такі ноги, як у ставковика, називаються черевоногими. Ковзаючи підошвою ноги по підводних предметах або підвісившись знизу до поверхневої плівки води, ставковик плавно рухається вперед.
Тулуб має таку саму форму, як і черепашка. Він щільно прилягає до неї. У передній частині тулуб покритий особливою складкою — мантією. Простір між тілом і мантією називають мантійною порожниною. Спереду тулуб переходить у голову. На нижній її частині міститься рот, а з боків — двоє чутливих щупалець. Якщо доторкнутися до них, молюск швидко втягує голову й ногу в черепашку. Біля основи обох щупалець є по одному оку.

### Живлення
Рот веде до глотки. У ній є м'язистий язик, покритий зубчиками. Це так звана терка. Нею ставковик зіскрібає наліт з різних мікроорганізмів, що утворився на підводних предметах, або м'які частини рослин. Із глотки їжа надходить у шлунок, потім у кишковик. Перетравленню її сприяє особлива травна залоза — печінка. Кишковик відкривається анальним отвором у мантійну порожнину.

### Дихання
Хоча ставковик живе у воді, він дихає атмосферним повітрям. Щоб дихати, ставковик підіймається до поверхні води й відкриває біля краю черепашки круглий дихальний отвір, який веде до особливої кишені мантії — легені. Стінки легені густо обплетені кровоносними судинами. Тут кров збагачується киснем і віддає вуглекислий газ.

### Кровообіг
Серце виштовхує кров у судини. Великі судини переходять у маленькі, з яких кров потрапляє в проміжки між органами. Таку кровоносну систему називають незамкнутою. Кров обмиває всі органи, потім збирається знову в судинах, які йдуть до легені, а звідти повертається в серце. Забезпечити рух крові в такій системі важче, ніж у замкнутій, бо в проміжках між органами кров рухається повільніше. Тому в молюсків і з'явилося серце, яке проштовхує кров між органами.
Виділення здійснюється ниркою. Будова нирки в основному нагадує будову органів виділення дощового черв'яка, але вона набагато складніша.

### Нервова система
Нервова система ставковика має навкологлоткове скупчення нервових вузлів. Від них відходять нерви до всіх органів молюска.

### Розмноження
Ставковики — гермафродити, але запліднення в них перехресне. Вони відкладають яйця у прозорі слизисті шнури, що прикріплюються до підводних рослин. З яєць вилуплюються маленькі ставковики, вкриті тонкою черепашкою.